# Iberia (Ohio)
Iberia ist eine Siedlung und ein Census-designated place (CDP) auf gemeindefreiem Gebiet im westlichen Washington Township, Morrow County, Ohio, Vereinigte Staaten. Die Postleitzahl, die Iberia vom Staatspostdienst zugewiesen wurde, ist 43325. Die Bevölkerung von Iberia betrug 431 bei der Volkszählung im Jahr 2020.

## Geographie
Iberia liegt bei den Koordinaten 40° 40' 28.99" Nord 82° 50' 24.82" West auf einer Höhe von 333 Metern über dem Meeresspiegel nordwestlich des County-Verwaltungssitzes Mount Gilead und nahe bei Galion und Martel.
Die 10,01 km² große Fläche des Gebietes setzt sich zusammen aus 9,98 km² Land- und 0,03 km² Wasserfläche.
Die Ortschaft liegt an der Kreuzung der Ohio State Route 309 und der Morrow County Road 30. Iberia wird vom lokalen Northmor Schulbezirk mitverwaltet.

## Geschichte
Iberia wurde im Jahr 1827 besiedelt und 1832 von Frederick Meyers und Samuel Foster geplant. Ein Postamt soll nach anderer Angabe 1822 eröffnet worden sein. Der Name der Ortschaft wurde von Robert Rowland vorgeschlagen, als er Familienangehörige besuchte, die in dem Gebiet lebten.
Das größte Bevölkerungswachstum erfuhr Iberia zu Beginn des 20. Jahrhunderts, als viele Farmen in diesem Gebiet bewirtschaftet wurden. Für kurze Zeit in den 1920er-Jahren war Iberia an den Lincoln Highway von New York City nach San Francisco angeschlossen, die Spur durch die Ortschaft wurde jedoch später wieder verlegt.

## Central Ohio College
In Iberia war einmal das Iberia College beheimatet, eine Bildungsinstitution der Presbyterianer, die nach dem Bürgerkrieg in Ohio Central College umbenannt wurde. Das College ging dann an eine unabhängige Gesellschaft und wurde gegen Ende des 19. Jahrhunderts geschlossen. Die Tradition und die Akten des Central Ohio Colleges werden jetzt vom Muskingum College weitergeführt.
Die Gebäude wurden nach der Schließung des Colleges von einer Blindenschule genutzt, bis diese durch einen Brand zerstört wurden. Als Rest ist nur noch die Kapelle des Colleges erhalten, die heute als Iberias presbyterianische Kirche genutzt wird.
Der erste Präsident des Colleges, Reverend George A. Gordon, wurde bekannt, weil er entflohene Sklaven versteckte. In Ohio war zwar die Sklaverei verboten, Flüchtlinge aus anderen Staaten hätten jedoch nach dem Fugitive Slave Law an ihre Eigentümer zurückgegeben werden müssen. Gordon wurde verurteilt, später jedoch von Abraham Lincoln begnadigt. Iberia war damals ein Stützpunkt der sogenannten Underground Railroad, einer Fluchtroute für entflohene Sklaven, entlang der sich diese in den Häusern von Abolitionisten, den Gegnern der Sklaverei, verstecken konnten.
Einer der bekanntesten Absolventen des Central Ohio Colleges war Warren G. Harding, der 29. Präsident der Vereinigten Staaten.